# نوطة بيس

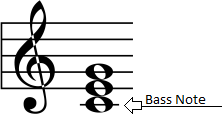
نوطة بيس في كورد دو كبيرة.. نوطة البيس في الكورد هي أيضا أصل الكورد في هذه الحالة.

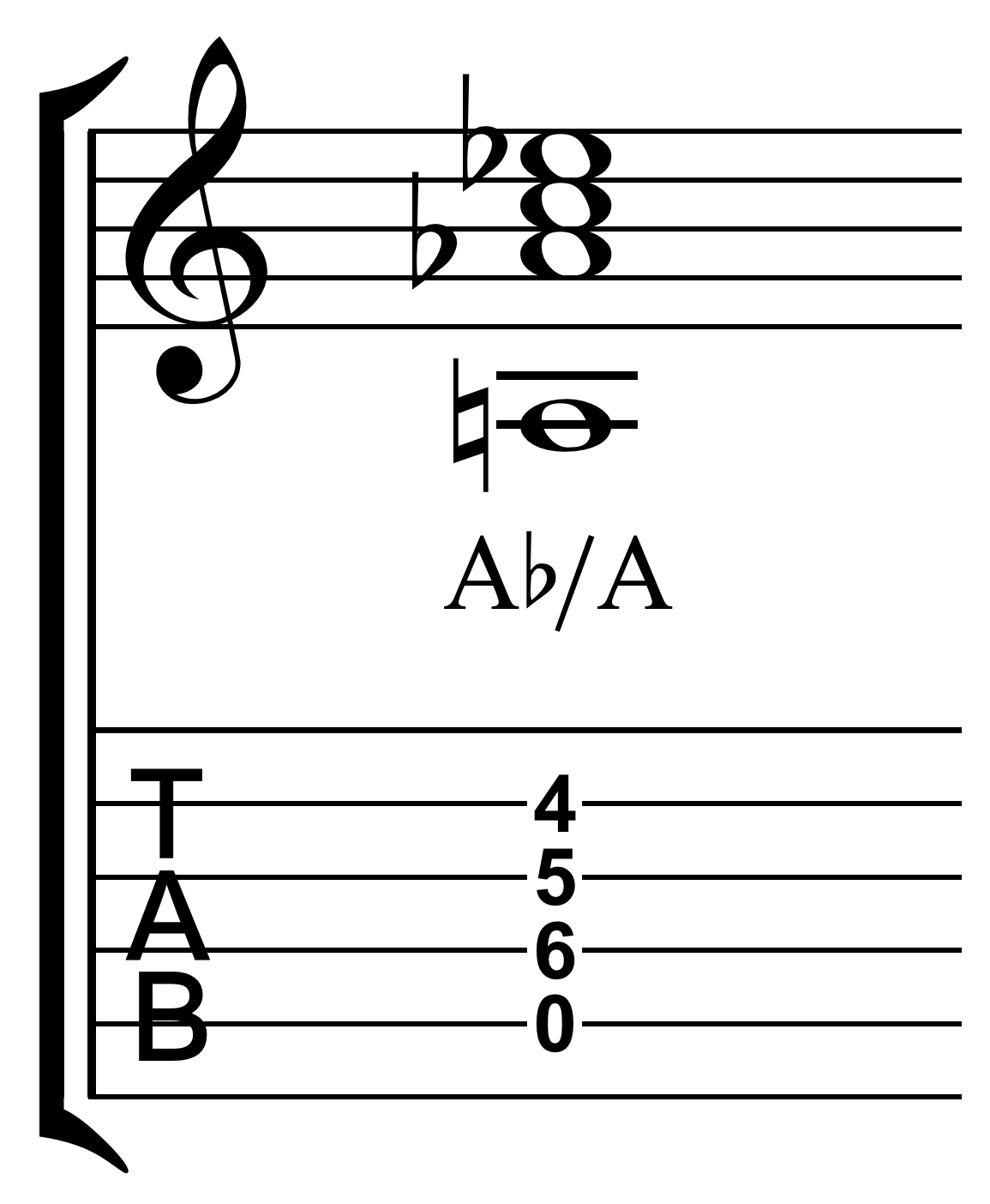
لا♭/لا (أو "لا كبيرة♭/لا بيس") ممثلة في التدوين العادي (فوق) وتدوين موضع الأصابع (أسفل).

في نظرية الموسيقى، نوطة البيس لكورد معينة هي أدنى نوطاتها المعزوفة أو المدونة في الحدة. في حالة وجود عدة مقاطع معزوفة في نفس الوقت تعتبر نوطة البيس هي النوطة المعزوفة أو المدونة في أكثر المقاطع انخفاضا (أعمق نوطة في البيس).
يمكن أن توجد نوطة البيس في ثلاث حالات:
1. نوطة البيس هي أصل الكورد، وبالتالي تعتبر الكورد في وضعية الأصل.
2. أحد الحدات الأخرى في الكورد (غير الأصل) توجد في البيس، وبالتالي تعتبر كورد منقلبة.
3. نوطة البيس ليست واحدة من النوطات الموجودة في الكورد فتكون بمثابة نوطة إضافية تضيف نكهة للكورد فوقها، وتعتبر هذه الأخيرة كورد خط مائل.

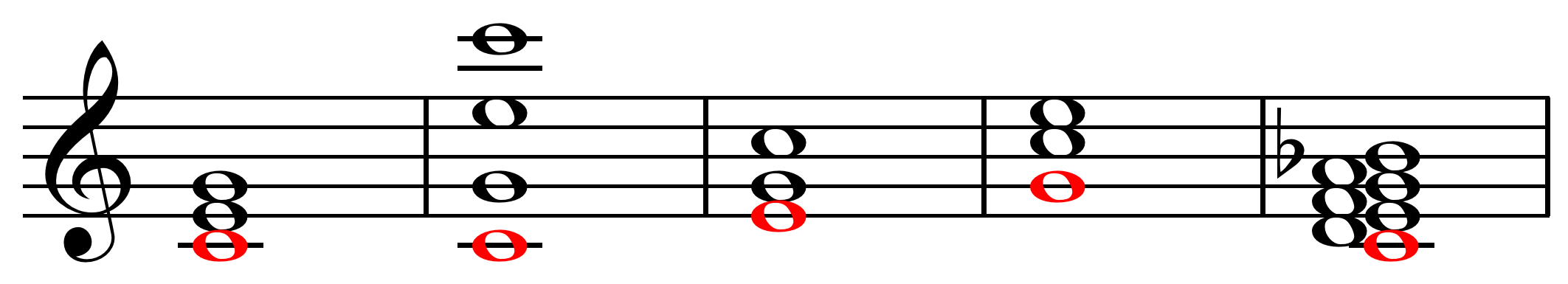
أمثلة لنوطة البيس بالأحمر

في نظرية الموسيقى قبل النغمية (الموسيقى المبكرة) لم تعتبر نوطات الأصل، ولذلك كان البيس أكثر نوطة معرفة للكورد.

## مراجع

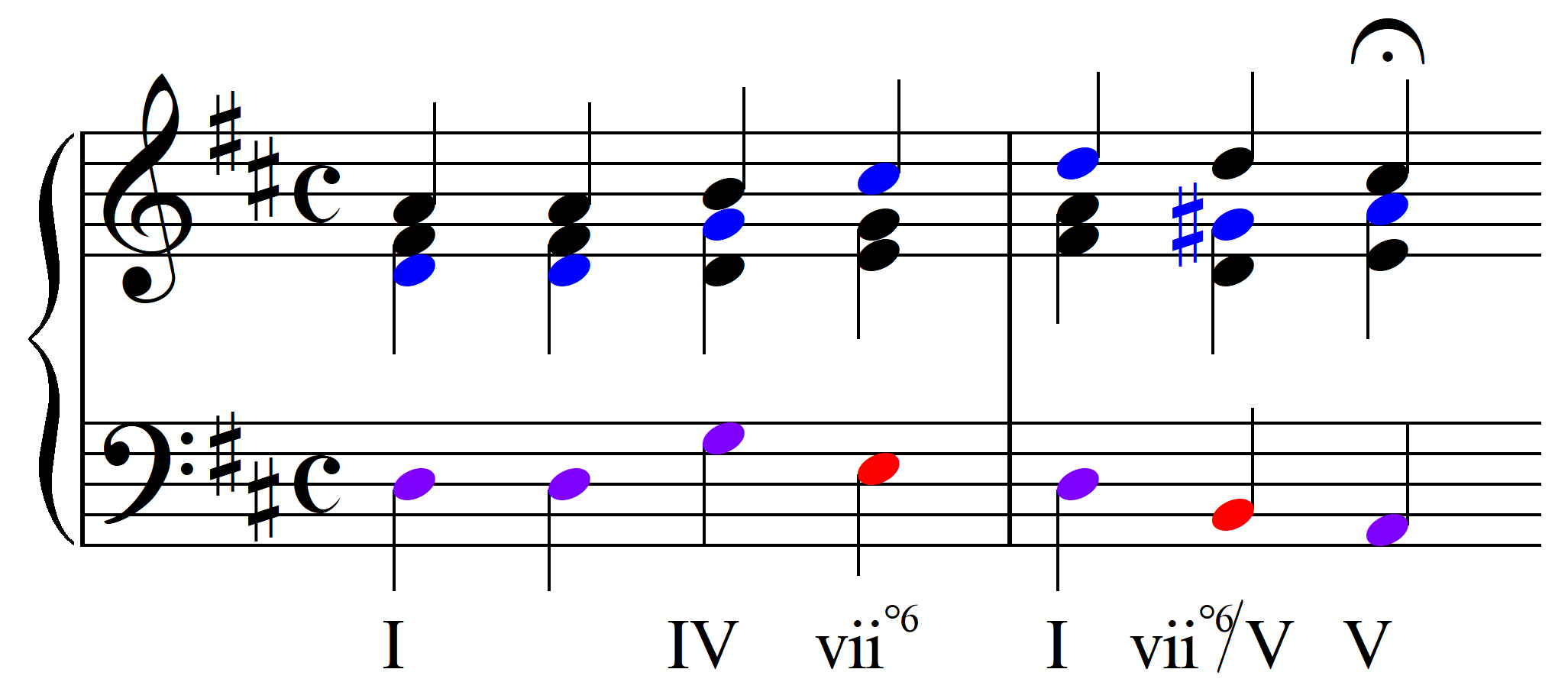
نوطات البيس بالأحمر، الأصول بالأزرق، ونوطات البيس التي هي أصول في نفس الوقت بالبنفسجي.